# Astragalus fetissowii
Astragalus fetissowii es una especie de planta del género Astragalus, de la familia de las leguminosas, orden Fabales.

## Distribución
Astragalus fetissowii se distribuye por Kirguistán.

## Taxonomía
Fue descrita científicamente por B. Fedtsch. Fue publicada en Trudy Imp. S.-Peterburgsk. Bot. Sada 24: 202 (1905).